# 6418 Hanamigahara
A 6418 Hanamigahara (ideiglenes jelöléssel 1993 XJ) a Naprendszer kisbolygóövében található aszteroida. Kobajasi Takao fedezte fel 1993. december 8-án.